# Васьковский, Владимир Рудольфович
Владимир Рудольфович Васьковский (4 мая 1948, Челябинск — 26 мая 2002, Москва) — советский футболист, полузащитник и нападающий.

## Биография
Владимир Васьковский родился 4 мая 1948 года в Челябинске.
Занимался футболом в челябинской ДЮСШ «Строитель Урала» и местной секции футбола.
Играл на позициях полузащитника и нападающего. В 1967—1969 годах выступал во второй группе класса «А» за челябинский «Локомотив». Был игроком основного состава, проведя 82 матча и забив 9 мячей.
В 1970 году перешёл в московский «Локомотив». В его составе провёл два сезона в первой лиге, сыграв 45 матчей и забив 2 мячей. В 1972 году сыграл в составе железнодорожников 2 матча в высшей лиге. Также выступал за дубль «Локомотива», забил 4 мяча.
В 1973 году перебрался во владимирское «Торпедо», выступавшее во второй лиге. За шесть сезонов провёл 202 матча, забил 39 мячей.
В 1979—1980 годах играл в чемпионате Москвы за МЭЛЗ.
Умер 26 мая 2002 года в Москве.